# Arthur Roche
Arthur Roche (Batley Carr, 6 de marzo de 1950) es un cardenal y teólogo católico inglés. Es el actual prefecto del Dicasterio para el Culto Divino y la Disciplina de los Sacramentos, desde mayo de 2021 conforme a la Constitución Apostólica Univesi Dominici Gregis.

## Biografía

### Familia
Nació el 6 de marzo de 1950, en el distrito inglés Batley Carr, del condado de Yorkshire del Oeste. Tercer hijo de Arthur y Frances Roche. Su hermano mayor Brian murió en su juventud durante el servicio militar en el Lejano Oriente mientras que su hermana mayor Margaret está casada y vive con su familia en West Yorkshire. 

### Formación
Realizó su formación primaria en St. Joseph’s Primary School en su natal Batley Carr, continuando su formación secundaria, primero en St. John Fisher High School en Dewsbury, y en el Christleton High School cerca de Chester.
Más tarde decidió seguir la vocación sacerdotal y se trasladó a España en 1969, donde fue alumno del Real Colegio de San Albano de Valladolid. Obtuvo la licenciatura en teología de la Universidad Pontificia Comillas en Madrid, en 1975.
En 1991, siendo alumno del Venerable English College, fue enviado a a estudiar en la Pontificia Universidad Gregoriana, donde obtuvo el doctorado en teología espiritual.

### Sacerdocio
Su ordenación sacerdotal fue el 19 de julio de 1975, en St. Joseph’s Church en Batley Carr, a manos del obispo de Leeds, William Gordon Wheeler.
En esa misma circunscripción eclesiástica se incardinó.
Como sacerdote desempeñó los siguientes ministerios:
- Vicario parroquial de Holy Rood Parish, en Barnsley (1975-1978).

En 1978 se convirtió en secretario privado del obispo William Gordon Wheeler. En 1979, fue nombrado vicecanciller de Leeds y capellán del St. John Bosco School, ocupándose también del directorio diocesano anual de 1981 a 1986.
- Vicario parroquial de la Catedral de Santa Ana (1982-1989).
- Organizador de la visita del Papa Juan Pablo II a York, en mayo de 1982.
- Secretario de Finanzas de Leeds (1986 a 1991).
- Párroco de St. Wilfrid’s Parish, en Leeds (1989-1991).
- Director espiritual del Venerable English College (1992-1996).
- Secretario general de la Conferencia de los Obispos Católicos de Inglaterra y Gales (1996-2001).

En abril de 1996, el papa Juan Pablo II lo nombró Prelado de honor de Su Santidad.

### Episcopado
Obispo Auxiliar de Westminster
El 12 de abril de 2001, el papa Juan Pablo II lo nombró obispo titular de Rusticiana y obispo auxiliar de Westminster. Fue consagrado el 10 de mayo de ese mismo año, de manos del cardenal Cormac Murphy-O'Connor.
Durante su tiempo como obispo auxiliar, presidió el Comité de Asuntos Pastorales en la Arquidiócesis de Westminster y el Comité de Finanzas y la Sociedad Católica de Niños en Westminster.
Obispo en Leeds
El 16 de julio de 2002, el papa Juan Pablo II lo nombró obispo coadjutor de la Leeds.
El 7 de abril de 2004, tras aceptada la renuncia de su predecesor se convirtió en el noveno obispo de Leeds.
Desde 2002, se ha desempeñado como Presidente de la Comisión Internacional sobre Inglés en la Liturgia y desde 2004 ha sido Presidente del Departamento de Vida Cristiana y Adoración. También es miembro del Comité Permanente de la Conferencia Episcopal de Inglaterra y Gales. Es responsable de los English Colleges de Roma y Valladolid.
El 8 de septiembre de 2005, el papa Benedicto XVI lo nombró miembro de la XI Asamblea General Ordinaria del Sínodo de los Obispos, celebrada en octubre del mismo año, con el tema La Eucaristía: fuente y cumbre de la vida. y misión de la Iglesia.
Santa Sede
El 26 de junio de 2012, papa Benedicto XVI lo nombró secretario de la Congregación para el Culto Divino y la Disciplina de los Sacramentos, elevándolo a la vez a la dignidad de arzobispo ad personam.
El 29 de marzo de 2014, el papa Francisco, lo nombró miembro del Pontificio Consejo de la Cultura.
El 26 de enero de 2017, fue confirmado como secretario de la Congregación para el Culto Divino y la Disciplina de los Sacramentos donec aliter provideatur.
El 27 de abril de 2019, fue confirmado como miembro del Pontificio Consejo de la Cultura ad aliud quinquennium. El 29 de julio del mismo año, el Papa lo nombró miembro de la Comisión de Apelación para Casos Penales Graves, cuya decisión está reservada a la Congregación para la Doctrina de la Fe.
El 27 de mayo de 2021, el papa Francisco lo nombró Prefecto de la Congregación para el Culto Divino y la Disciplina de los Sacramentos.
El 23 de noviembre de 2021, fue nombrado miembro de la Congregación para la Evangelización de los Pueblos ad quinquennium.
Tras la entrada en vigor de la constitución apostólica Praedicate evangelium el 5 de junio de 2022, pasó a ser Prefecto del Dicasterio para el Culto Divino y la Disciplina de los Sacramentos.
El 12 de julio de 2022 fue nombrado miembro del Dicasterio para los Obispos ad quinquennium.

### Cardenalato
El 29 de mayo de 2022, durante el Ángelus del papa Francisco, se hizo público que sería creado cardenal. Fue creado cardenal por el papa Francisco durante el consistorio el 27 de agosto del año, con el titulus de Cardenal diácono de San Saba. Tomó posesión formal de su Iglesia Titular en una celebración el 4 de diciembre siguiente.
El 7 de octubre de 2022, fue nombrado miembro del Dicasterio para la Evangelización, del Dicasterio para los Obispos y del Dicasterio para la Cultura y la Educación  ad quinquennium.
El 3 de febrero de 2023 fue nombrado miembro de la Pontificia Comisión para el Estado de la Ciudad del Vaticano ad quinquennium.

## Distinciones
En 2009, fue nombrado Caballero de la Orden del Santo Sepulcro de Jerusalén por el cardenal-gran Maestre John Patrick Foley.
Fue investido en la Orden Pontificia Laica el 5 de diciembre de 2009, en la Catedral de Southwark, por el obispo Kevin McDonald, Gran Prior de la Lugartenencia de Inglaterra y Gales.

## Controversias

### Obispado
En julio de 2002, Roche fue elegido presidente de la Comisión Internacional del Inglés en la Liturgia, que supervisa la traducción de los textos litúrgicos latinos al inglés. La Comisión no logró obtener la confirmación de la Santa Sede de su traducción del Misal de 1998, y el nombramiento de Roche, junto con el reemplazo del personal, fue parte de una revisión para garantizar una traducción más precisa que un número creciente de obispos y funcionarios del Vaticano había querido a lo largo de los años.
Como presidente de la Comisión Internacional sobre el Inglés en la Liturgia, le correspondió a Roche supervisar las etapas finales del trabajo y luego anunciar que la nueva traducción del Misal al inglés estaba lista. Siguió un resultado positivo de la votación sobre el texto por parte de todas las conferencias episcopales de habla inglesa en todo el mundo. Esta nueva traducción del Misal Romano se introdujo en las parroquias católicas del Reino Unido en septiembre de 2011.
En la diócesis de Leeds, en 2008 los planes de Roche de cerrar siete parroquias produjeron fuertes protestas, especialmente por parte de una parroquia en Allerton Bywater que ofrece una misa en latín.
Roche fue mencionado como posible sucesor del cardenal Murphy-O'Connor como arzobispo de Westminster, líder de la Iglesia en Inglaterra y Gales. Incluso fue considerado el candidato favorito del cardenal. Su nombre también ha sido mencionado como posible sucesor del arzobispo Kevin McDonald como arzobispo de Southwark.[cita requerida]

### Congregación
En 2016, explicó la decisión del pontífice de permitir que la ceremonia del lavatorio de pies del Jueves Santo incluyera a mujeres, describiéndola como un retorno a las prácticas anteriores al pontificado del papa Pío XII, que había reformado los rituales de la Semana Santa en 1955; contradijo los informes de prensa de que el cardenal Sarah, prefecto del dicasterio, no estaba de acuerdo con el Papa sobre este cambio, afirmando: "No estoy al tanto, y soy su colaborador más cercano [de Sarah]".
En diciembre del mismo año, el Papa lo llamó para presidir una comisión informal para determinar quién debería ser responsable de la traducción de los textos litúrgicos a la lengua vernácula. En septiembre de 2017 , cuando Francisco publicó el documento Magnum principium que atribuye el papel dominante a las conferencias episcopales nacionales y limita la autoridad de la Congregación para el Culto Divino y la Disciplina de los Sacramentos, fue el autor del comentario adjunto del dicasterio al lugar del cardenal Sarah, que se opuso. Fue recibido en audiencia por el pontífice el 16 de octubre de 2017.

## Traditionis Custodes
Unos meses después del mandato de Roche como prefecto, el Papa Francisco emitió el motu proprio, Traditionis Custodes, que restringió severamente la celebración de la Misa según el Misal de 1962, más comúnmente conocida como la Misa Tradicional en Latín. Roche y su congregación recibieron la tarea de implementar el motu proprio. El 18 de diciembre de 2021, Roche emitió una Responsa ad Dubia relativa a Traditionis Custodes. En este documento se aclararon las restricciones, incluidas las restricciones a la celebración de los sacramentos según el rito antiguo y la prohibición total de la celebración de los sacramentos del Orden Sagrado y la Confirmación.según el antiguo rito. Roche también ha declarado que se ha "recortado" la promoción de la Misa Tradicional en Latín y que el permiso para celebrar el rito antiguo es una concesión que se hace a quienes están apegados al rito antiguo, pero no es una oportunidad para que el rito antiguo ser ascendido.

### Críticas
Roche ha sido criticado por numerosos grupos por su papel en la implementación de Traditionis Custodes , y algunos afirman que los pasos que está tomando Roche son "crueles", "innecesariamente duros" o incluso ilegales. Roche ha rechazado las afirmaciones de que las restricciones que se están implementando son ilegales y afirmó en una entrevista que las restricciones son "legítimas y cumplen plenamente con el derecho canónico". En una carta al cardenal Vincent Nichols, arzobispo de Westminster, Roche afirmó que el Papa Pablo VI había "abrogado" el Antiguo Rito. La evaluación de Roche parecía contradecir la afirmación del Papa Benedicto XVI en su motu proprio de 2007, Summorum Pontificum, que el Antiguo Rito nunca había sido abrogado.  Algunos han afirmado que Roche se ha contradicho durante el proceso de implementación de restricciones al Rito Antiguo, dado que en 2015 al hablar de por qué se permitía la celebración de la Misa Tridentina, afirmó que "queremos unidad en la Iglesia y no simple uniformidad, el Papa Francisco quiere la unidad con la diversidad". En enero de 2022, en una entrevista con Catholic News Service, Roche afirmó que si los fieles no toman Traditionis Custodesen serio, entonces esa es "una decisión seria que la gente está tomando". Roche también afirmó en la entrevista que el camino que ha elegido el Papa Francisco en el tema de la celebración del rito antiguo es algo que le ha sido encomendado por el Concilio Vaticano II. En la misma entrevista, Roche también indicó que se hizo la promulgación de Traditionis Custodes, porque estaba claro que se estaba promoviendo el Rito Antiguo en lugar de verlo simplemente como una concesión y, según Roche, se suponía que la concesión del Rito Antiguo era simplemente una concesión y el cuidado de los que están unidos a ella.

## Escudos episcopales
| Arzobispo-Secretario              | Cardenal-Prefecto              |
| --------------------------------- | ------------------------------ |
| Escudo como Arzobispo-Secretario. | Escudo como Cardenal-Prefecto. |